# Relaciones España-Marianas del Norte
Las Relaciones España-Islas Marianas del Norte son las relaciones internacionales entre el Estado libre asociado de las Islas Marianas del Norte y España. La condición las Islas Marianas del Norte de territorio no incorporado hace que la práctica totalidad de sus relaciones exteriores dependan directamente del Gobierno de los Estados Unidos. Sin embargo España mantiene relaciones a través de la demarcación consular para las Islas del Pacífico (Guam, Samoa Americana, Islas Marianas, Islas Ultramarinas Menores de Estados Unidos) del consulado de España en San Francisco (California, Estados Unidos).

## Relaciones históricas
Las Islas Marianas del Norte fueron territorio español, desde el siglo XVI hasta 1899 cuando fueron vendidas a los alemanes en el Tratado Germano-Español. Después de la Primera Guerra Mundial fue conquistada por los japoneses y terminada la Segunda Guerra Mundial pasó a ser posesión de los EE. UU.
La primera exploración europea de la zona fue dirigida por Fernando de Magallanes en 1521, que llegó a Guam y reclamó esa isla para España. Los exploradores fueron recibidos por los chamorros, que les dieron comida y luego se apropiaron de una pequeña embarcación perteneciente a la flota de Magallanes. Esto llevó a un choque cultural debido a que en la antigua cultura de los chamorros apenas había propiedad privada y tomar algo que uno necesitaba, como un bote para pescar no era considerado robo.
Debido al malentendido cultural, una media docena de locales fueron asesinados y un pueblo de 40 casas se quemó antes de logar de nuevo el bote. El archipiélago tomó entonces el nombre de Islas de los Ladrones.
Tres días después de su llegada, Magallanes siguió su viaje alrededor del mundo hacia el oeste. Pero antes consiguió intercambiar con los nativos hierro por alimentos. Entonces las islas fueron consideradas por España para su anexión y más tarde, bajo su gobierno, como parte de las Indias Orientales Españolas. Los españoles construyeron un Palacio Real en Guam para el Gobernador de las Islas. Sus restos aún se podían ver en 2006.
En 1565, las islas pasaron a depender de España. En el siglo XVII fueron evangelizadas por los jesuitas, con el beato Diego Luis de San Vitores al frente. En 1668 las islas fueron renombradas por el Padre de San Vitores como Las Marianas en honor a Mariana de Austria, viuda de Felipe IV.
La mayor parte de la población de la isla murió por las enfermedades que llevaron los europeos o se casó con personas no chamorras bajo el dominio español, pero se llevaron nuevos colonos, en un principio de Filipinas y de las Islas Carolinas, para repoblar la isla. A pesar de esto, la población chamorra resurgió poco a poco y las lenguas chamorra, filipina y carolina así como las diferencias étnicas aún siguen existiendo en las Islas Marianas.
Para facilitar la asimilación cultural y religiosa, los españoles forzaron a los chamorros a concentrarse en Guam durante un cierto período de tiempo. Cuando se les permitió volver a las actuales Islas Marianas del Norte, los carolinios se asentaron en las Marianas. Tanto carolinios como chamorros son considerados nativos de las Islas Marianas del Norte y sus lenguas son oficiales en la mancomunidad (pero no en Guam).